# Xã Washington, Quận Clark, Indiana
Xã Washington (tiếng Anh: Washington Township) là một xã thuộc quận Clark, tiểu bang Indiana, Hoa Kỳ. Năm 2010, dân số của xã này là 1.702 người.